# Sidney Wood
Sidney Wood (1. listopadu 1911 – 10. ledna 2009) byl americký tenista, vítěz dvouhry ve Wimbledonu z roku 1931 a jediný hráč v historii turnaje, který vyhrál finálový zápas bez boje.

## Sportovní kariéra
Již na čtrnácté narozeniny vyhrál tenisové mistrovství Arizony, čímž se kvalifikoval na French Championships a následně se mohl zúčastnit také Wimbledonu
V roce 1927 se stal na nejslavnějším turnaji světa nejmladším soutěžícím v historii, když do singlu turnaje nastoupil v 15 letech a 231 dnech věku a o tři dny později odehrál první deblový zápas. Ve Wimbledonu zvítězil v roce 1931 a k roku 2011 je po Beckerovi a Baddeleyovi třetím nejmladším šampiónem (19 let a 8 měsíců), když Frank Shields nemohl pro poraněné koleno nastoupit do finále. Je tak jediným wimbledonským vítězem, jenž neodehrál finálový zápas.
Do finále se probojoval i na dalších grandslamech, a to ve smíšené čtyřhře na French Championships 1932, mužské dvouhře (1935) a čtyřhře (1942) na US Championships. Vždy odešel poražen. Byl také členem americké daviscupového týmu, v němž si v roce 1934 zahrál finále.
Roku 1964 byl uveden do Mezinárodní tenisové síně slávy. V době úmrtí byl jejím nejstarším členem.

## Rodinný život
Narodil se v connecticutském Black Rocku u Bridgeportu. Vystudoval střední Hill School v pensylvánském Pottstownu, na které založil tradici tzv. „J-ball“.
K tenisu jej přivedl strýc Watson Washburn, který byl také členem amerického daviscupového družstva.
Měl čtyři syny Davida, Colina, Sidneyho III. a W. Godfrey Wooda. Sidney Wood III. hrál za tenisový klub Yaleovy univerzity. Zemřel ve dvaceti dvou letech při ranní autonehodě na severokarolínské dálnici v roce 1961, když jel v autě řízeném spoluhráčem. Colin Wood se stal předmětem objektivu fotografky Diane Arbusové v jedné z jejích nejlépe hodnocených fotek Child with Toy Hand Grenade in Central Park (1962; Dítě s hračkou ručního granátu v Central parku).

## Finálová utkání na Grand Slamu

### Dvouhra (2)

#### Vítěz (1)
| Rok  | Turnaj    | Finalista     | Výsledek |
| 1931 | Wimbledon | Frank Shields | bez boje |

#### Finalista (1)
| Rok  | Turnaj           | Vítěz          | Výsledek    |
| 1935 | US Championships | Wilmer Allison | 2-6 2-6 3-6 |

### Mužská čtyřhra (1)

#### Finalista (1)
| Rok  | Turnaj           | Spoluhráč     | Vítězové                    | Výsledek    |
| 1942 | US Championships | Ted Schroeder | Gardnar Mulloy Bill Talbert | 5-7 7-9 1-6 |

### Smíšená čtyřhra (1)

#### Finalista (1)
| Rok  | Turnaj               | Spoluhráčka             | Vítězové                    | Výsledek |
| 1932 | French Championships | Helen Willsová Moodyová | Betty Nuthallová Fred Perry | 6-4 6-2  |